# Gestreifter Zwergflusskrebs
Der Gestreifte Zwergflusskrebs oder Pátzcuaro-Zwergkrebs (Cambarellus patzcuarensis) ist ein in Mexiko beheimateter Flusskrebs der Gattung Zwergflusskrebse (Cambarellus). Er gilt in seiner Wildform als gefährdete Art. Der Cambarellus patzcuarensis galt lange Zeit als Unterart des Cambarellus montezumae. Der „Aquarien-Atlas“ der Aquaristik-Experten Hans A. Baensch und Hans-Georg Evers aus dem Jahre 2002 gibt als deutsche Ersteinführung „unbekannt, wahrscheinlich erst im Jahre 2000 oder gar 2001“ an.
Seine orange Farbvariante, der Orange Zwergflusskrebs, auch Cambarellus patzcuarensis sp. orange, kurz CPO, genannt, erfreut sich in der Aquaristik großer Beliebtheit und wird oftmals im Zoohandel angeboten. Dabei handelt es sich aber um eine Zuchtform, die in der Natur nicht zu beobachten ist.

## Merkmale
Der Krebs ist sowohl tag- als auch nachtaktiv. Die weiblichen Tiere erreichen laut Baensch und Evers ausgewachsen eine vollständige Länge von bis zu 3,50 Zentimeter und sind in der hinteren Aufsicht etwas breiter als die etwas kleineren, rund drei Zentimeter messenden Männchen. Die Scheren der erwachsenen Männchen sind etwas schmäler und bis zu 20 Prozent länger als bei den Weibchen. Deren kürzere Scheren sind wie bei den meisten Cambarellus-Arten dafür dicker als die der männlichen Tiere. Insgesamt wirkt der Körperbau bei den meisten Männchen erheblich schlanker, während die weiblichen Tiere robuster erscheinen und deutlich größer werden. Der Ichthyologe Ulrich Schliewen, Sektionsleiter der Zoologischen Staatssammlung München, gab 2011 die Maximallänge mit vier Zentimetern an. In älteren Publikationen nannte er auch Längen von fünf Zentimeter. Diese Größe ist bei guter Pflege laut der Wirbellosenexperten und Sachbuchautoren Reinhard Pekny und Chris Lukhaup für Weibchen im Aquarium tatsächlich möglich. Die Altersangaben bei den CPOs werden in der Regel mit rund 18 Monaten angegeben. Pekny und Lukhaup konnten feststellen, dass die weiblichen Tiere meist älter werden, als die männlichen. Unter guten Bedingungen ist eine maximale Lebenserwartung von zwei Jahren möglich, während die Männchen nach rund eineinhalb Jahren sterben.
Die Geschlechter dieses Zwergflusskrebses lassen sich wie alle Arten der Familie Cambaridae vor allem durch die an der Körperunterseite der Männchen erkennbaren Begattungsgriffel (Gonopoden), die auch mit dem bloßen Auge erkennbar sind, leicht unterscheiden. In der freien Natur zeigt der Gestreifte Zwergflusskrebs häufig dunkle Längsstreifen auf der dunkel- bis hellbraunen Oberseite. Seltener tragen Exemplare auch kleine dunkle oder helle Flecken. Die Intensität der Streifung variiert. Kurz nach der Häutung ist sie dunkler und kräftiger, als wenn diese schon längere Zeit zurückliegt. Cambarellus patzcuarensis ähnelt in der Färbung den verwandten Arten wie dem Montezuma-Zwergflusskrebs (Cambarellus montezumae) und dem Louisiana-Zwergflusskrebs (Cambarellus shufeldtii).

### Farbvarianten

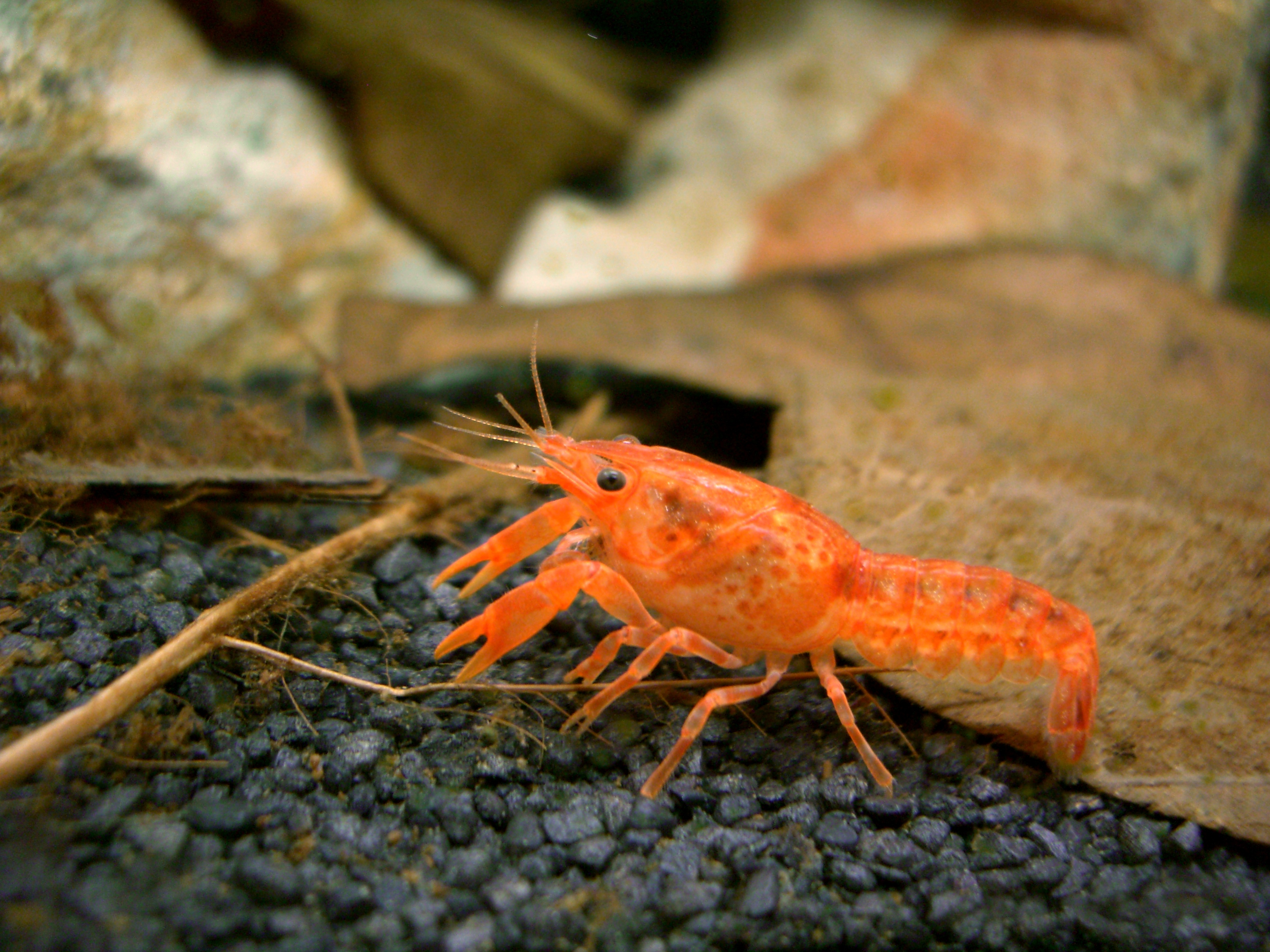
In der orangen Zuchtform wurde der Krebs zum internationalen Botschafter des Lago de Pátzcuaro

Die Farbvariante „Orange“ reicht von hellorange bis leuchtend orange und zeigt auf dem Panzer eine leichte Marmorierung. Auch die namensgebende Streifung des Zwergflusskrebs kommt bei dieser Farbform zuweilen vor. In der Natur kann man diese orange Farbvariante nicht finden. Diese Färbung wäre für die Fressfeinde des Krebses ein allzu auffälliges Signal, obwohl die meisten Tiere, mit Ausnahme der Vögel, intensive Rot- und Orangetöne nicht als Farbe wahrnehmen können. Im Wasser besteht zwar eine höhere Absorption der Rot- und Orange-Anteile des Lichtspektrums, diese hat aber kaum Auswirkungen auf die Sichtbarkeit der Krebse, da ihr Lebensraum meist in geringer Wassertiefe liegt. Sie könnten also durch ihre Färbung von Vögeln leicht entdeckt werden. In seiner natürlichen Umgebung ist der ursprüngliche graubraune Grundton, der manchmal mit verwaschenen Streifen oder Punkten versehen ist, eine ideale Tarnfärbung. Das Auftreten der orangen Farbvariante wurde daher erstmals im Aquarium beobachtet. Seither ist diese Farbform des Gestreiften Zwergflusskrebses in der Aquaristik sehr bekannt.
Ein weiterer gezüchteter Farbschlag ist die schwarze beziehungsweise braune Variante, die sich im Handel unter den Bezeichnungen C. patzacuensis sp. black oder C. patzacuensis sp. schoko findet.

## Verbreitung und Ökologie

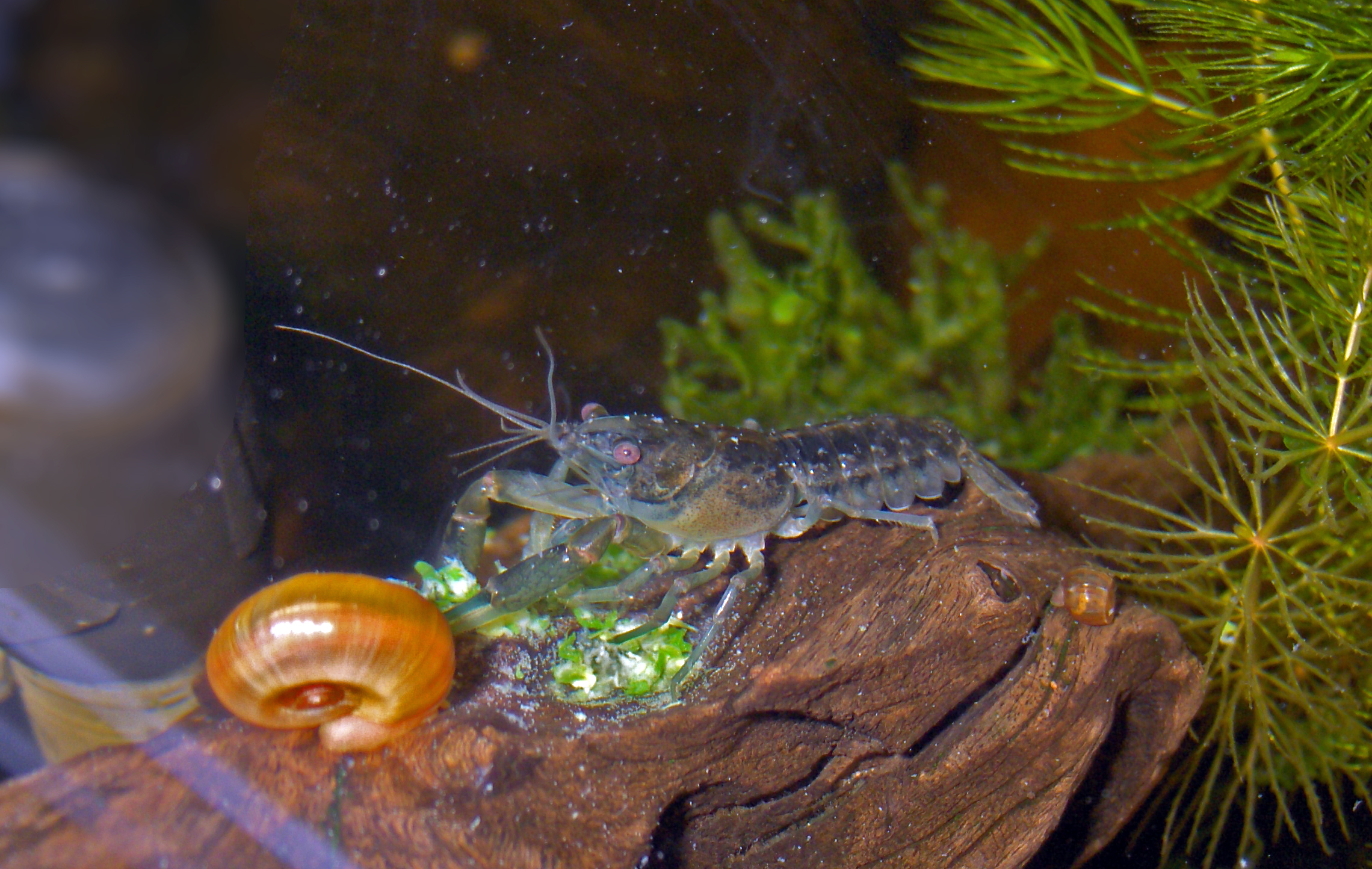
Ein Cambarellus patzcuarensis in der natürlichen Ursprungsform

Die Nominatform des Gestreiften Zwergflusskrebses lebt endemisch im Lago de Pátzcuaro, einem See im mexikanischen Bundesstaat Michoacán. Experten gehen davon aus, dass sich die Art noch in Bächen und Weihern der näheren Umgebung finden lassen könnte. Lokalisiert wurden bisher Quellen bei den Ortschaften Tzurumútaro, Opopeo und Chapultepec. Die dort entdeckten Populationen existieren in der Regel isoliert. Durch die massive Zunahme der menschlichen Population, den daraus folgenden Zivilisationsschäden für die Natur zusammen mit einer immer stärker werdenden Industrialisierung in allen Lebensbereichen ist der See heute ein stark geschädigter Lebensraum für die dort lebende Flora und Fauna.
Über die Herkunft des Cambarellus patzcuarensis im Lago de Pátzcuaro wird spekuliert. Untersuchungen deuten darauf hin, dass es vor 38.000 bis 25.000 Jahren einen Abfluss des Lago de Pátzcuaro in das System des Río Lerma gegeben haben könnte. Am See haben sich in dieser Zeit hohe lakustrische Ablagerungen gebildet. Vor und nach der darauf folgenden Kaltzeit vor 25.000 bis 13.000 Jahren lassen sich kühle Süßwasserbedingungen am Lago de Pátzcuaro nachweisen. Der See muss damals auch tiefer gewesen sein als heute. Zwischen 30.000 und 10.000 Jahren sind Kieselalgenarten nachgewiesen die im Winter und im Frühjahr blühen. Das Pollen und Pflanzenspektrum dokumentiert vor dem Holozän insgesamt kühlere klimatische Bedingungen mit einer saisonal deutlich höheren Feuchtigkeit. Vor ungefähr 10.000 Jahren wurde der See flacher und eutropher. Es entwickelte sich das heutige Klima. Während des Mittelholozäns vor 6.000 bis 3.000 Jahren war das Seewasser inzwischen alkalisch genug, um ostracodenreiche Mergel abzulagern.
Der Krebs besiedelt die benthonischen, durchkrauteten und sumpfigen Randbereiche des Sees, die weitgehend mit Schlamm bedeckt sind. Die Flora des Sees umfasst 48 Arten in 22 Pflanzenfamilien und ist damit im Vergleich zu anderen Wassersystemen Mexikos besonders artenreich. Zur aquatischen Vegetation, die einen wichtigen Teil des natürlichen Habitats dieses Krebses bildet, gehört unter vielen anderen das Kleine Fettblatt (Bacopa monnieri), der Schmalblättrige Merk (Berula erecta), das Raue Hornblatt (Ceratophyllum demersum), das Sumpfkraut Cyperus niger, die Riesen-Nadelsimse (Eleocharis montevidensis), der Hahnenfußähnliche Wassernabel (Hydrocotyle ranunculoides), der Südamerikanische Froschbiss (Limnobium laevigatum), die Bucklige Wasserlinse (Lemna gibba) das Guadeloupe-Nixkraut (Najas guadalupensis), die Mexikanische Seerose (Nymphaea mexicana), das Illinois-Laichkraut (Potamogeton illinoensis), das Kamm-Laichkraut (Potamogeton pectinatus), das Hahnenfußgewächs Ranunculus dichotomus, das Veränderliche Pfeilkraut (Sagittaria latifolia), das Breitblättrige Pfeilkraut (Sagittaria platyphylla), das Totora-Schilf (Scirpus californicus), die Salz-Teichbinse (Scirpus validus), die Vielwurzelige Teichlinse (Spirodela polyrrhiza), der Südliche Rohrkolben (Typha domingensis), der Breitblättriger Rohrkolben (Typha latifolia), das Blasenkraut Utricularia macrorhiza, die Wasserlinsengewächse Wolffia brasiliensis und Wolffiella lingulata, die Wasserhyazinthe Eichhornia crassipes sowie die Mexikanische Sumpfzypresse Taxodium mucronatum.

## Limnologie und Klima
Der artenreiche Pátzcuaro-See entstand in einem ehemaligen Vulkankrater und liegt über 2000 Meter über dem Meeresspiegel. Er besitzt eine Ausdehnung von rund 9000 Hektar mit einer durchschnittlichen Wassertiefe von 4,70 Metern. An seiner tiefsten Stelle wurden gerade einmal 12 Meter gemessen. Durch seine geringe Tiefe besitzt der See an den Rändern umfangreiche Feuchtgebiete, die sich insbesondere auf die Flachwasserzonen konzentrieren.
Die mittlere Wassertemperatur schwankte von 1922 bis 1979 zwischen 15,80 und 16,70 °C. In einer Studie von 2014 wurden im Jahr 2011 Tiefstwerte von 14,80 °C (pH-Wert: 7,20) und Höchstwerte von 26,80 °C (pH-Wert: 8,80) gemessen. Der Mittelwert lag in diesem Jahr im Februar bei 17,97 °C (pH-Wert: 8,48), im Mai bei 22,77 °C (pH-Wert: 8,81), im Juli bei 21,18 °C (pH-Wert: 9,58) und im September bei 18 °C (pH-Wert: 9,02). Der Sauerstoffgehalt sank im Durchschnitt von Februar bis September kontinuierlich von 6,39 auf 4,40 mg/l. Der Anstieg von Algen ab Juli war dabei deutlich spürbar. Mit dem Sauerstoffgehalt sank auch der Salzgehalt in den gleichen Zeiträumen von durchschnittlich 0,46 ‰ im Februar auf 0,09 ‰ im September und damit verbunden die Leitfähigkeit (Februar: 948,58 nS/cm; September: 130.40 nS/cm). Der pH-Wert im See bewegte sich 2011 von Februar bis September im Bereich von 8,48 bis 9,02 und lag somit im alkalischen Bereich. Ähnliche pH-Messergebnisse waren bereits zwischen 2006 und 2007 mit 7,56 bis 9,91 erzielt worden. Bei der Pflege des Krebses in Aquarien sollte also das Wasser ebenfalls stärker alkalisch sein. Die Wasserhärte des Sees schwankt stark zwischen 12,5 °dGH und 18 °dGH. Ein höherer Kalkanteil, wie er in hartem Wasser auftritt, spielt auch bei der Bildung des Krebspanzers eine große Rolle. Den See speisen überwiegend Niederschläge und Grundwasserströme. Das Klima ist subhumide, liegt also bei fünf bis sechs humiden Monaten mit einer zwischen 1922 und 1979 gemessenen Niederschlagsrate von 922 bis 1060 Millimetern; die Evaporationsrate betrug zwischen 1939 und 1985 insgesamt 1351 bis 1810 Millimeter. Im Einflussbereich des Sees sind durchschnittliche Außentemperaturen von 12 bis 18 °C typisch.
Der Phosphatgehalt im See liegt in der Regel bei nicht mehr als 1 ppm, außer es fanden Verunreinigungen durch Phosphordünger statt.

## Zerstörung des Lebensraums
In einer Studie von 2009 wurde die nachhaltige und beschleunigte Zerstörung des ökologischen Systems am Lago de Pátzcuaro erläutert. Ein Hauptübel lag dabei in einer verfehlten jahrzehntelangen Regierungspolitik, wobei die Autoren das bisher geförderte Fischereimanagement hervorhoben, das dazu führte, die heimischen Fischbestände stark zu verringern und teils an den Rand des Aussterbens zu bringen. Zu diesem verfehlten Konzept, das die Einführung verschiedener exotischer Arten durch Fischplantagen in das endorheische Seebecken förderte, kommen unzählige Abwassereinleitungen aus den städtischen und ländlichen Gebieten sowie aus der Agrochemie. All diese Ursachen haben zu einer negativen Veränderung aller bisher bekannten Parameter im See geführt.

## Cambarellus patzcuarensis als Basibiont
In der natürlichen Umgebung des Lago de Pátzcuaro konnten bei einer 2001 veröffentlichten wissenschaftlichen Reihenuntersuchung insgesamt acht Arten von Epistylis als Epibionten in unterschiedlicher Verteilung auf den Exoskeletten des Cambarellus patzcuarensis identifiziert werden. Diese waren: Epistylis bimarginata, Epistylis branchiophila, Epistylis carinogammari, Epistylis gammari, Epistylis gammari, Epistylis niagarae, Epistylis stammeri und Epistylis variabilis. Neben den genannten Wimpertierchen profitieren weitere Ciliophora aus der Gruppe der Sauginfusorien von der Anwesenheit des Krebses im See. Diese sind Podophrya sandy, Acineta tuberosa und Tokophrya quadripartita. Der Krebs als Wirt dieser Lebensformen zeigt seine große Bedeutung im aquatischen Ökosystem des Sees und die Notwendigkeit seiner Reinerhaltung.

## Fortpflanzung

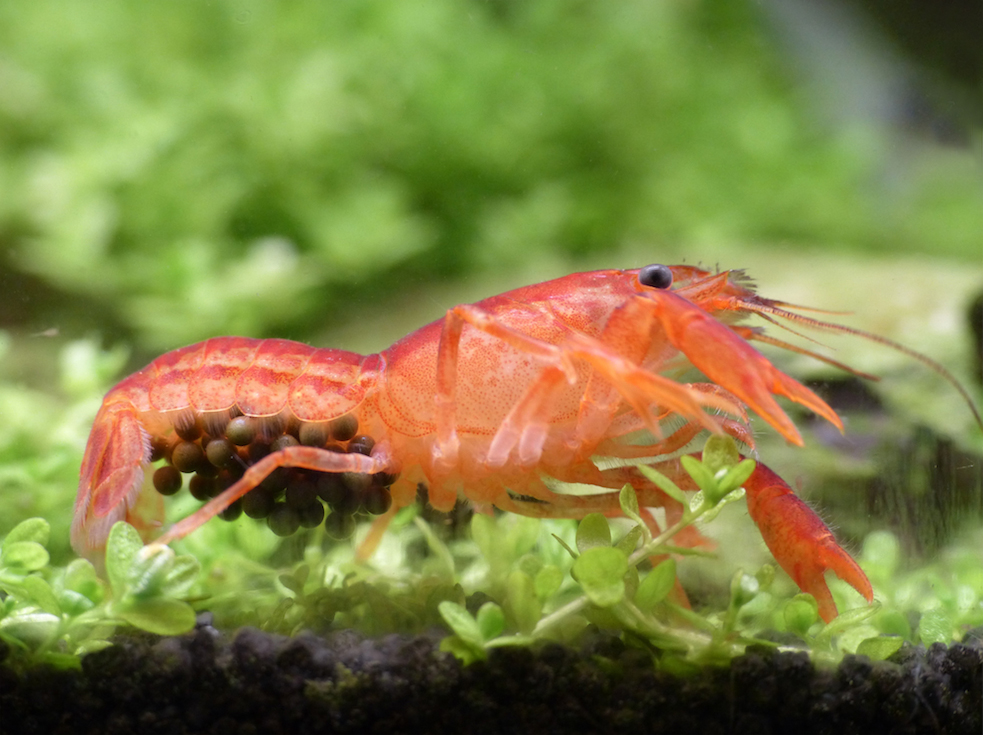
Ein Weibchen mit Eiern

Um die Beständigkeit ihrer Art unter widrigen Bedingungen zu gewährleisten, haben die Krebse eigene Fortpflanzungsstrategien entwickelt. Höchstwahrscheinlich sind der zyklische Dimorphismus zwischen zwei deutlich trennbaren Lebensphasen bei den Männchen und eine verkürzte Larvenentwicklung bei den Weibchen der wichtigste Schlüsselpunkt für den Erfolg der Tiere bei der Kolonisierung des Sees. Das Leben der Cambaridae ist durch diesen Dimorphismus der Männchen gekennzeichnet und durch den saisonalen Reproduktionszyklus miteinander verbunden. Der Übergang von der ersten, sexuell inaktiven juvenalen Lebensform zur zweiten Erwachsenenform erfolgt ungefähr während der mittleren Lebensphase der männlichen Krebse während der halbjährlichen Häutung. Von da ab treten die Männchen als sexuell potente Partner auf. Ihr nun aggressiveres Verhalten wird durch ihr Wachstum, die Verhärtung und Färbung der ersten Pleopoden und das Vorhandensein der dornenförmigen Ischiumhaken am dritten und vierten Pereiopoden, mit dem die Weibchen bei der Begattung festgehalten werden, deutlich. Die Befruchtung muss nicht sofort erfolgen. Das Weibchen kann das Sperma bis zu sechs Monate lang im Spermienspeicher (Annulus ventralis), das die Form des umgedrehten Buchstabens „U“ besitzt, aufbewahren. Die Eier werden im Körper des Weibchens befruchtet und durch ein paar Eileiter ausgestoßen. Dort werden sie vom Weibchen an den Pleopoden angehaftet. Das Weibchen ist alleine für den Nachwuchs verantwortlich. Es erzeugt mit einer konstanten Bewegung der Pleopoden einen Wasserstrahl, der hilft, die sich entwickelnden Eier zu belüften und die abgestorbenen Eier zu beseitigen. Die Brut wird von den Weibchen geschützt, indem sie ihren Schwanzfächer nach unten biegen und nach vorne hin umschlagen.
In der Regel beträgt die Brutzeit der Eier beim Cambarellus patzcuarensis rund 25 Tage, beziehungsweise zwei oder drei Wochen. Entscheidend für diese Zeitspanne sind konstante Temperaturverhältnisse zwischen 20 und 25 °C. Mit abnehmender Wassertemperatur verlangsamt sich die embryonale Entwicklung. Im Allgemeinen tragen größere Weibchen mehr Eier, aber auch das hängt von der Jahreszeit ab. Eiverluste können verschiedene Ursachen haben, darunter mangelnde Befruchtung oder Fixierung, Abrieb am Boden, Raub, starke Strömungen, Nahrungsmangel oder ein Überangebot weiblicher Krebse. Rund 55 Tage nach der Paarung haben sich in den Eiern Embryonen entwickelt, die rund 75 Tage nach der Paarung als Larven schlüpfen. Die erste Häutung erfolgt beim Cambarellus patzcuarensis rund 87 Tage nach der Paarung. Binne 208 Tagen konnten insgesamt zehn aufeinanderfolgende Häutungen beobachtet werden. Der Erfolg des Cambarellus patzcuarensis auch unter ungünstigeren Bedingungen liegt daran, dass die Weibchen zu zwei bis drei aufeinanderfolgende Laichungen fähig sind.
Wissenschaftlich nachgewiesen wurde eine direkte Abhängigkeit der Reproduktion und der Wassertemperatur. Bei Versuchen mit 18 ±1 °C, 22 ±1 °C und 26 ±1 °C zeigte sich, dass das Leben, die Population sowie das Laichen von Cambarellus patzcuarensis teilweise statistische Differenzen in Bezug auf die Temperaturschwankungen aufwies. So ließen sich Schwankungen beim Überleben, der Lebensfähigkeit und der Anzahl der Eier bei trächtigen Weibchen nachweisen. Die Analysen zeigten, dass die Weibchen bei 18 °C und 22 °C öfter laichten. Die geringste Zahl an Eiern wurde bei 26 °C gezählt, die höchste bei 18 °C, wobei bei 26 °C die meisten Jungtiere in den Eiern überlebten. Beide Geschlechter erreichten ebenfalls bei 18 °C die höchste Überlebensrate. Kein Unterschied zeigte sich während der Wachstumsphasen der Tiere bei den verschiedenen Temperaturen.
Die Ergebnisse der 2014 veröffentlichten Studie lassen in Bezug auf die Fortpflanzungsfähigkeit des Cambarellus patzcuarensis folgende Schlüsse zu. Die überprüften Temperaturschwankungen haben lediglich auf die Weibchen Einfluss. Je nach der Situation, in der sich diese Krebsweibchen befinden, sind unterschiedliche Temperaturparameter von Bedeutung. So verbessert sich bei 18 °C deutlich die Lebensspanne der erwachsenen weiblichen Tiere und die Anzahl der Eier, jedoch brauchen diese Eier für eine bessere Entwicklung Temperaturen von 26 °C was sich auch positiv auf ihre Entwicklungsfähigkeit auswirkt.

## Haltung im Aquarium
Das deutsche Tierschutzgesetz (TierSchG) verlangt, dass alle zu pflegenden Tiere ihrer Art und ihren Bedürfnissen entsprechend ernährt, gepflegt und verhaltensgerecht untergebracht werden müssen. Niemand darf einem Tier ohne vernünftigen Grund Schmerzen, Leiden oder Schäden zufügen. Zudem müssen Halter über die für eine angemessene Ernährung, Pflege und verhaltensgerechte Unterbringung des Tieres erforderlichen Kenntnisse und Fähigkeiten verfügen. In ähnlicher Weise bestimmt das Tierschutzgesetz in Österreich, dass keinem Tier ungerechtfertigt Schmerzen, Leiden oder Schäden gefügt werden dürfen oder es in schwere Angst versetzt werden darf. Dort sind Tiere auch so zu halten, dass ihre Körperfunktionen und ihr Verhalten nicht gestört und ihre Anpassungsfähigkeit nicht überfordert wird. In der Schweiz kommt neben ähnlichen Aspekten auch die Würde, der Eigenwert des Tieres, zum Tragen. Problematisch bleibt in allen Ländern jedoch der Status der Wirbellosen, in diesem Fall der Krebse, da die Gesetzgeber dieser Tierklasse noch immer kein oder nur ein vermindertes Schmerzempfinden zugesprochen haben, obwohl Aquaristikexperten und Wissenschaftler längst Nachweise erbracht haben, dass Krebse leidensfähig sind.
Vor der Anschaffung eines Aquariums müssen entsprechende Informationen zur Haltung in ausreichendem Maße vorhanden sein, denn auch die Pflege des CPO hat ihre besonderen Schwierigkeiten. Für einen Großteil der vom Menschen gepflegten wasserlebende Tiere gilt, dass deren Haltung, je kleiner ein Aquarium geplant ist, umso komplizierter wird, da ein stabiles Gleichgewicht der komplexen biologisch-ökologischen Strukturen und Funktionen der abiotischen und biotischen Prozesse schwerer zu erreichen ist. Gerade in Gesellschaftsaquarien wird schnell klar, wie brüchig und instabil ein ansonsten intakter Lebensraum bei menschlichen Fehlleistungen werden kann. Hier können mit entsprechend angeeigneten Informationen Anfängerfehler vermieden werden.
Der Gestreifte Zwergflusskrebs, der nach Baensch und Evers (2002) in Artbecken ab 50 Litern, nach den Ichthyologen Jakob Geck und Ulrich Schliewen (2008) bereits ab mindestens 25 Litern gehalten werden kann, ist ein Individualist und hat je nach Tier verschiedene Vorlieben. Schliewen empfiehlt in kleinen Artbecken eine Haltung als Paar oder Trio, für größere Becken kann er sich eine kleine Gruppe vorstellen und gab 2016 für ein 30-Liter-Becken fünf Individuen an. Bei einem 60-Liter-Becken empfiehlt Schliewen sechs bis zehn Tiere. Pekny und Lukhaup sahen 2008 dagegen schon Artaquarien von einer Größe ab 12 Litern für drei bis vier CPOs als machbar an. Solch kleine Becken dürfen niemals dazu genutzt werden, um mehrere Arten zu pflegen. Neben den schwer absehbaren komplexen Wechselwirkungen der biologischen Verhältnisse, sollte insbesondere auch der Tierschutzgedanke im Vordergrund stehen, da ein Aquarium mit seinen Bewohnern niemals als ein „schönes Möbel“ gelten darf oder ohne dauerhafte Aufsicht als „Spielzeug“ in Kinderhände gehört. Auch bei einem kleinen Becken kommt kein Tierfreund an einer ständigen intensiven Beschäftigung mit dem Thema vorbei, denn auch kleine Aquarien machen in der wöchentlichen Summe mindestens soviel Arbeit wie eine Katze oder ein Hund. Geck und Schliewen (2017) betonten, den Krebs paarweise zu halten und auf eine nicht zu starke Filterung Wert zu legen, um etwas Mulm und Pflanzenreste als Nahrungsergänzung zu erhalten.
Gegenüber den Wasserwerten sind die CPOs sehr tolerant; die Temperatur sollte nach Geck und Schliewen (2008) minimal 16 und maximal 26 Grad Celsius betragen. Diese Angaben schränkte Schliewen 2009 ein, „da die Tiere mehr als 25 °C schlecht vertragen“ und wiederholte diese Anforderung zusammen mit Geck im Jahr 2017. Pekny und Lukhaup (2008) geben hier ebenfalls Werte von 15 bis 25 Grad an. Sie verweisen bei diesen Angaben auf die Wassertemperaturen im Lago de Pátzcuaro und fügen an, dass in den flachen Uferregionen unter Sonneneinstrahlung auch höhere Temperaturen gemessen wurden.
Einige Züchter nutzen einen Heizstab, um konstante 25 Grad zu halten, dabei ist die Vermehrungsfreudigkeit der Tiere größer, aber auch die Lebensdauer kürzer. Durch die natürliche Schwankungsbreite, die im Pátzcuaro-See gegeben ist, kann bei normalen Zimmertemperaturen in einem Artbecken auf einen Heizstab aber verzichtet werden. Wichtig wird bei sommerlichen Temperaturen – je nach Standort des Beckens – eher eine Kühlung durch im Handel erhältliche Ventilatoren. Diese bringen auch leichte Oberflächenbewegungen ins Wasser, welche zur Unterfütterung des bei warmen Temperaturen sinkenden Sauerstoffgehalts beitragen können.
Es ist wichtig, dass das Becken der CPOs gut strukturiert ist, Verstecke bietet und eine gute beziehungsweise dichte Bepflanzung bietet. Wasserpflanzen werden im Gegensatz zu vielen anderen Krebsarten von den CPOs kaum angerührt. Einer schönen Bepflanzung des Aquariums steht daher nichts im Wege. Wichtig sind auch Möglichkeiten zum Klettern an Wänden oder auf Pflanzen und reichliche Verstecke für die Zeit der Häutungen, da die Tiere in ihrer Zeit als Butterkrebse gegenüber ihren Artgenossen wenig zuzusetzen haben und dem Kannibalismus zum Opfer fallen können. Einige Exemplare lieben es, auf Schwimmpflanzen zu sitzen und Sauerstoff aus der Luft zu sich zu nehmen, auch wenn das Aquarium einen gut gesättigten Sauerstoffgehalt aufweist. Besonders wichtig ist eine gute Durchlüftung des Beckens, wobei sich der preiswerte und im Einzugsbereich strömungsarme Hamburger Mattenfilter sehr bewährt hat. Bereits bei der Planung sollte daran gedacht werden, dass ein Filter insbesondere für Larven und Jungtiere nicht zur Todesfalle wird.
Krebse lieben ein unaufgeräumtes Aquarium eher, als ein zu sauberes. Auf genügend Lockersedimente, wie dem aus verschiedenen Zerfallsstoffen und Bakterien bestehenden Mulm, sollte daher nicht verzichtet werden. Zu einem guten Krebsaquarium gehören auch unbehandeltes Moorholz, Seemandelblätter mit ihren keimhemmenden Substanzen und Erlenzapfen oder ähnliches, die ihre wertvollen Huminstoffe ins Wasser abgeben. Seemandelblätter und Zapfen sollten in relativ kurzen Zeiträumen gewechselt werden. Auch in Hinblick auf diese Tatsachen müssen ein Krebsbeckenfilter und damit insbesondere auch die Bakterien in dem Filter mehr Reinigungsarbeit leisten, als bei einem reiner Fischbeckenfilter. Auch hier bieten der Hamburger Mattenfilter oder verwandte Bauarten, die teilweise elektrische Pumpen besitzen, enorme Vorteile. Bei einer Ausstattung mit feinporigen Schwämmen, besitzen dieser Bioreaktor ausreichend große Flächen zur Entstehung biologisch aktiver Zonen, die dann auch von den Krebsen besucht werden können. In den Schwämmen leben die eigentlichen Betreiber des Filters, die Bakterien.
Im Krebsaquarium sollte immer genügend geeignete Makro- und Spurenelemente vorhanden sein, die den CPOs das Überleben sichern. Die Krebse besitzen einen erhöhten Mineralstoffbedarf, um ihr Exoskelett, das im Wesentlichen aus Calcium und Magnesium besteht, aufbauen zu können. Insbesondere im Vorfeld der Häutungen, die im Alter weniger werden, müssen genügend Mineralstoffe vorhanden sein, um einen neuen, gesunden Unterpanzer bilden zu können. Häutungsprobleme, die auch zum Tod führen können, haben vielfach ihre Ursache in einer nicht ausreichenden Mineralstoffzufuhr und einem damit verbundenen unpassenden alkalischen pH-Wert, der von sieben bis neun reichen sollte.
Wöchentliche Teilwasserwechsel sind bei Krebsen notwendig, um wie im Lago de Pátzcuaro, eine gute Durchlüftung und Frischwasserzufuhr zu bieten. Der See bringt mit seiner bewegten Oberfläche stetig Sauerstoff in das Wasser. Dieser ständige Prozess muss auch im Aquarium, dort mit künstlichen Hilfsmitteln, gewährleistet sein. Viele Aquarianer nutzen dabei einen Oxidator, der auch bei einem Stromausfall des Filters weiterarbeitet.

### Futter
Die omnivoren Krebse fressen vieles. Gefüttert werden sie meist mit dem im Handel erhältlichen Krebs- und Garnelenfutter aus Tuben und Dosen. Aber auch jedes gängige Fischfutter wird genommen. Sehr beliebt sind neben Spirulina auch Schlammröhrenwürmer (Tubifex tubifex), Enchyträen, Grindalwürmer, Mückenlarven und Daphnien. Diese Futtermittel können getrocknet oder tiefgefroren erworben werden und sind eine beliebte Leckerei auch für Fische. Oft versuchen die Krebse ihr Lieblingsfutter beim Absinken mit den Scheren zu greifen. Manche Aquarianer züchten Würmer, Larven und Kleinstkrebse selbst und verfüttern sie frisch. Der Fachhandel bietet dazu reichlich Material an. Bei Wildfängen müssen die Naturschutzgesetze eingehalten werden. Zudem besteht die Gefahr, sich tödliche Krankheiten in das Becken zu holen. Krebstiere brauchen wesentlich mehr tierische Proteine als andere Arten. Es empfiehlt sich trotzdem, auch biologische sauberes Falllaub (Buche, Eiche, Walnuss, Haselnuss) im Aquarium anzubieten. Hier kann im Fachhandel wieder Entsprechendes erstanden werden. Das Laub ist eine Versteckmöglichkeit und bietet besonders Jungtieren ein gutes Startfutter. Man sollte es im Aquarium behalten, denn die Mikroorganismen, die den Zerfallsprozess des Laubblattes vornehmen, bieten auch den erwachsenen Tieren eine wichtige natürliche Futterquelle. Das Füttern mit überbrühten Brennnesselblättern oder Gemüse ist ebenfalls möglich. Eine Eintagesdiät schadet den Krebsen nicht, es empfiehlt sich einmal in der Woche einen Fastentag einzulegen. Wer Krebse hält und sie beobachtet, wird schnell merken, welche unterschiedlichen Vorlieben die einzelnen Tiere haben.

### Verhalten
Das Verhalten des CPO ist geschlechtsabhängig. Grundsätzlich sind die Tiere relativ friedlich, auch wenn die Männchen oft deutlich aktiver sein können und im Erwachsenenstadium teils aggressiver werden, sobald Konkurrenz ins Spiel kommt. Die Weibchen sind in der Regel etwas ruhiger und zurückhaltender. Das kann sich während der Tragzeit aber ändern. Insgesamt lässt sich trotz dieser groben Einteilung feststellen, dass es zurückhaltendere männliche Krebse, als auch energischere, sehr aktive weibliche Exemplare gibt. Viele CPOs sind neugierig und beobachten ihre Umwelt genau. Manche scheuen sich auch nicht, Wasserwechsel und Eingriffe aus der Nähe zu betrachten. Einige männliche und auch weibliche Tiere gehen drohend auf Menschen zu, die sie beobachten wollen, andere zeigen eher ängstliche oder abwartende Verhaltensweisen. Hier wird das individuelle Verhalten der Kebse deutlich.

### Vergesellschaftung
Bei einem Gesellschaftsaquarium sollte grundsätzlich darauf geachtet werden, dass nicht zu viele Krebse das Becken besiedeln, da es sonst zwischen den Krebsen selbst sowie zwischen den Krebsen und anderen Arten zu Zwietracht mit Todesfolgen kommen kann. Allen Tieren muss genügend Spielraum eingeräumt werden, um Aggressionen und Konkurrenzverhalten vorzubeugen. Die Tiere dürfen zudem nicht ständig in ihren natürlichen Verhaltensweisen gestört werden. Weniger Tiere beziehungsweise Tierarten sind daher immer besser als ein Zuviel. Stress, der ebenfalls tödliche Folgen haben kann, ist zu vermeiden. Da sich aus diesen Gründen eine Vergesellschaftung teilweise schwieriger gestaltet, raten Geck und Schliewen dazu, auf ein Gesellschaftsbecken zu verzichten. Sie betonen dabei, dass die Krebse aufgrund ihrer zurückhaltenden Art möglicherweise nicht an das angebotene Futter gelangen. Eine gezielte Futterabgabe an die Krebse ist daher bei der Planung eines Gesellschaftsbeckens zu berücksichtigen, zumal bei Jungtieren und Butterkrebsen. Auch spezielle Krebsfuttermittel können beispielsweise mit einer Pinzette gereicht werden.

#### Garnelen
In gut bepflanzten Becken ist die Vergesellschaftung mit Zwerggarnelen trotz unterschiedlicher Erfahrungen möglich, wenngleich einzelne Tiere offensichtlich von den Krebsen verletzt und gefressen werden können. Aufgrund der eher friedlichen Grundhaltung der CPOs spielt hier möglicherweise weniger das Räuber-Beute-Verhältnis eine Rolle, als vielmehr Konkurrenzverhalten. Pekny und Lukhaup stellen außerdem fest, dass kleine Garnelen der Gattung Caridina nicht vergesellschaftet werden sollten. Sie konnten zudem beobachten, wie Krebse in einem dicht mit Garnelen besetzten Becken versuchten, sich mit den Garnelen zu paaren, wobei Garnelen oft zu Schaden kamen, Gliedmaßen verloren oder letztendlich ebenfalls gefressen wurden. Von einer Vergesellschaftung mit Großarmgarnelen raten beide Aquarianer völlig ab. Insbesondere während der Häutungen oder während der Zeit als verletzliche Butterkrebse wurde schon festgestellt, dass Garnelenarten der Gattung Macrobrachium auch ausgewachsene Procambarus-Arten, die wesentlich größer als Zwergflusskrebse sind, getötet haben.

#### Fische
Das Bundesministerium für Ernährung und Landwirtschaft hat 1998 das gültige Anforderungsprofil für die Haltung von Süßwasserzierfischen aufgestellt. Es wurde dabei festgestellt, dass hierfür 54 Liter als absolutes Mindestmaß für die dauerhafte Haltung anzusehen sind. Die meisten Fische, die sich auf dem Bodengrund aufhalten oder dort schlafen, sollten ebenfalls nicht mit Krebsen vergesellschaftet werden. Auch wenn die Krebse diesen Fischen in der Regel nichts tun, sind die Panzertiere doch sehr neugierig und können aus einer Schrecksituation heraus, Schaden anrichten. Dies gilt nicht für einige den Boden aufsuchenden Welsarten, wie die Ohrgitterwelse. Die gutmütigen, wenn auch teils hektisch aufschreckenden Tiere lassen es teilweise sogar zu, wenn einmal ein CPO neben ihnen frisst oder Jungkrebse über sie klettern. Auch andere Fische, solange sie den Krebsen nicht nachstellen, sind geeignet, insbesondere solche, die eher die mittleren Wasserzonen bevorzugen. Allgemein kann festgestellt werden, dass Fische in der Regel von den Krebsen unbehelligt bleiben. Größere kranke oder verletzte Fische, die am Grund liegen, werden allerdings von manchen Zwergflusskrebsen als Beute betrachtet. Aquarianer müssen allgemein die Anzahl der Fische und Fischarten deutlich an das zu bestückende Krebsbecken anpassen. Das Wohl der Tiere steht dabei immer vor dem Wollen des Betrachters, ständig Interessantes und Abwechslungsreiches im Becken beobachten zu können. Je mehr Arten in einem Becken gepflegt werden, desto mehr Platz benötigen die Tiere und umso komplizierter wird die Haltung. Bei der Planung sollte unbedingt berücksichtigt werden, dass alle eingesetzten Fischarten wie die Krebse einen relativ hohen Anpassungsgrad an die Wasserwerten haben.

#### Andere Krebsarten
Seriöse Aquarianer sollten zudem keine zweite, andere Krebsart neben den CPOs im selben Becken halten, da dies unter anderem unnötige Konkurrenz mit Todesfolgen schaffen kann. Es sollte daran gedacht werden, dass die CPOs in ihre ursprünglichen Heimat keinerlei andere Krebsarten kennen. Wichtig ist, den einzelnen Tierarten das jeweilige Futter gezielt zukommen zu lassen.
Niemals darf eine Vergesellschaftung mit Krebsen erfolgen, die nicht aus Süd- und Nordamerika stammen. Denn die dort heimischen Krebse, zu denen auch der Orange Zwergflusskrebs zählt, tragen den Erreger der Krebspest mit sich, gegen den sie selbst immun sind. Krebse aus Asien, Europa und Australien haben dieser Krankheit jedoch nichts entgegenzusetzen. Sie dürfen weder direkt noch indirekt mit diesen Krebsen in Berührung kommen, wie zum Beispiel durch das Benutzen desselben Keschers. Daher dürfen amerikanische Krebse auch niemals in heimischen Gewässern ausgesetzt werden. Bereits im Jahr 2017 entdeckten Wissenschaftlern in Ungarn eine Population des orangen Cambarellus patzcuarensis. Dort waren die Tiere offensichtlich im Budapester Lukács Thermalbad in einem rund 8 × 14 Meter großen Außenbecken ausgesetzt worden und hatten sich vermehrt. Die Wassertemperatur im Becken beträgt während des gesamten Jahres zwischen 31 und 37 Grad Celsius. Die Wissenschaftler fingen 26 juvenale und 15 erwachsene Tiere. Die Erwachsenen besaßen Körperlängen zwischen 2,90 und 3,80 Zentimetern. Als anschließend ein 400 Meter langer Abschnitt des angrenzenden Donauufers beobachtet wurde, konnten zwei ausgewachsene Männchen gefangen werden.

### Zucht

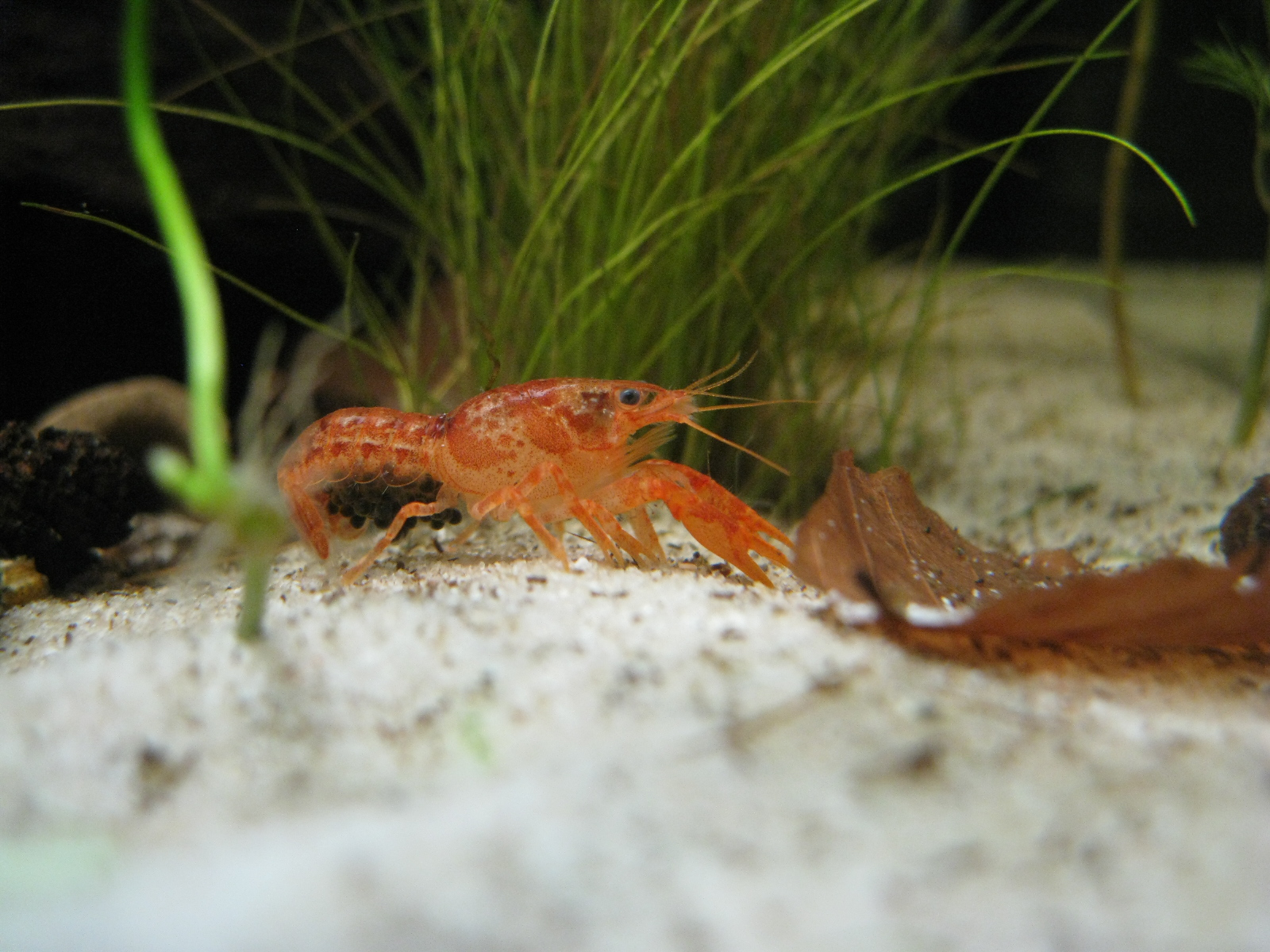
Eier tragendes Weibchen

Sind die oben genannten Anforderungen erfüllt, wird es relativ bald zur Paarung kommen. Diese geschieht nach der Häutung des Weibchens. Bei dieser Paarung dreht das Männchen das Weibchen „gewaltsam“ auf den Rücken und hält es mit den Scheren fest. Die Paarung kann einige Minuten bis Stunden dauern. Vier bis 30 Tage später trägt das Weibchen Eier an den Pleopoden. Sind die Eier grau, grünlich oder weiß, sind sie befruchtet. Orange Eier sind unbefruchtet und werden nach einiger Zeit vom Weibchen abgeworfen. Nach etwa drei bis fünf Wochen schlüpfen die Jungkrebse. Wenn man sie nicht gezielt großziehen will, kann man sie im Becken belassen. Sind dort genügend enge Verstecke und Mulm vorhanden, werden möglicherweise einige überleben. Die Elterntiere stellen ihrem Nachwuchs nach, vor allem aber sind die Jungtiere untereinander kannibalisch.